# Projekt 945
Die nuklear angetriebenen U-Boote (SSN) des Projekts 945 (NATO-Codename Sierra) wurden seit 1974 von der sowjetischen Marine entwickelt.

## Projekt 945Barrakuda

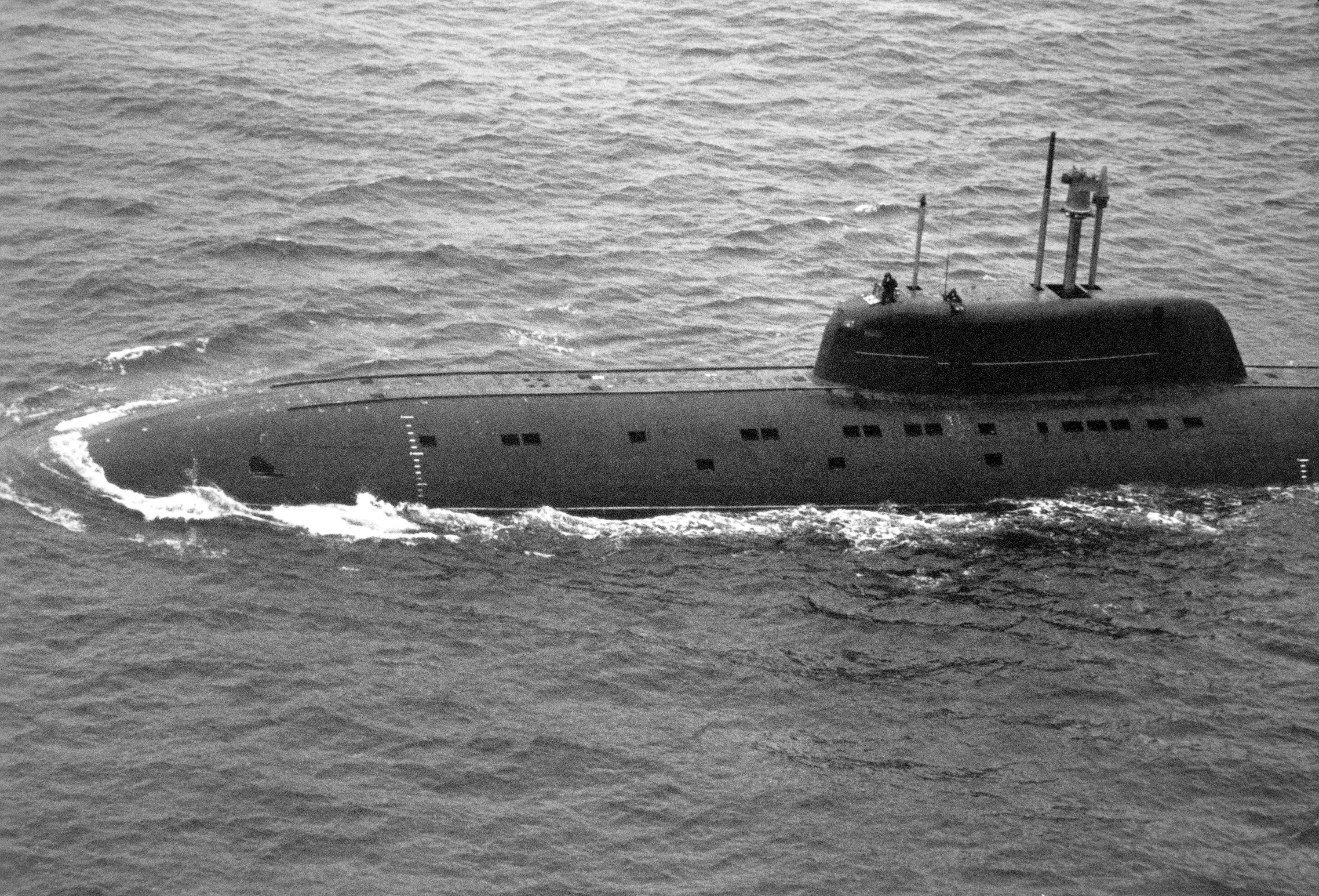
Projekt 945, Nahaufnahme des Rumpfbugs vom 1. November 1984

1976 wurden Forderungen der sowjetischen Admiralität laut, ein Unterseeboot zu entwickeln, das den amerikanischen Baumustern der Los-Angeles-Klasse ebenbürtig sein sollte. Kriterien waren möglichst große Tauchtiefen, schwere Bewaffnung, Einsatz von Marschflugkörpern und geräuscharmer Antrieb.
Die drei konkurrierenden Konstruktionsbüros Lasurit, Malachit und Rubin begannen daraufhin mit jeweils eigenen Entwicklungen: Während Lasurit und Rubin einen Titanrumpf präferierten, bevorzugte Malachit einen kostengünstigeren Stahlrumpf. Bootskörper aus Titan sind nur sehr aufwändig herzustellen und deren Wartung ist teuer. Lasurit stellte schließlich das Projekt 945 (NATO: Sierra I) vor und bekam 1978 den Zuschlag zur Kiellegung von zwei Einheiten und Rubin bekam 1980 den Auftrag für ein Boot. Etwa zur selben Zeit war schon mit dem Bau der einzigen Einheit des Projektes 685 (NATO-Codename: „Mike“) begonnen worden, der glücklosen K-278 Komsomolez. Das Projekt bekam den NATO-Codenamen „Sierra I“.

### Einheiten

#### B-239
Am 25. Juli 1977 wurde die B-239 erste Einheit des Projektes 945 als BAPL (Bolschaja Atomnaja Podwodnaja Lodka – Großes Atom-U-Boot) in die Flottenliste der Seekriegsflotte aufgenommen. Am 20. Juli 1979 verschweißten Schiffbauer in den Bauhallen von Krasnoje Sormowo in Gorki die ersten Sektionen zur Kiellegung der B-239. Der Zusammenbau des ersten Rumpfes dauerte wegen der enormen Kosten fast vier Jahre, bis am 29. Juli 1982 mit dem Herausrollen aus der Bauhalle der Stapellauf vollzogen wurde. Zur Endausrüstung und Erprobung wurde B-239 auf Lastkähnen die Wolga hinauf nach Sewerodwinsk gebracht, wo sie schließlich im Weißen Meer die Seeerprobung durchlief.
Am 29. Juni 1984 wurde B-239 schließlich in den Dienst der Seekriegsflotte gestellt und der Nordflotte übergeben. 1992 wurde das Boot in K-239 umklassifiziert und erhielt im 6. April 1993 schließlich den Namen „Karp“ (Karpfen). Von Juli bis Dezember 1994 wurden in der Werft Swjosdotschka in Sewerodwinsk unter anderem Waffensysteme und Sensoren modernisiert. Am 30. Mai 1998 wurde K-239 Karp im Zuge der ersten Hauptinstandsetzung in Sewerodwinsk aufgelegt. Wegen zunehmenden Geldmangels der russischen Streitkräfte und den enormen Kosten wurde das Boot konserviert und aufgelegt. Bis 2017 sollte K-239 modernisiert und wieder in aktiven Dienst gestellt werden. Nachdem sich die Instandsetzung verzögerte, wurden die Arbeiten im Jahr 2020 eingestellt und das Boot zur die Reserveflotte versetzt. Seit 2024 liegt es in der Schiffswerft Nerpa am Pier.

#### B-276
Die zweite Einheit des Projektes 945, B-276 (bzw. K-276), wurde am 9. Februar 1982 in die Flottenliste aufgenommen und am 21. April 1984 bei Krasnoje Sormowo auf Kiel gelegt. Am 26. Juli 1986 wurde der Stapellauf vollzogen und am 30. Dezember 1987 wurde B-276 bei der Nordflotte in Dienst gestellt. Gemeinsam mit ihrem Schwesterschiff wurde sie in der Ara-Guba-Bucht stationiert.
Am 11. Februar 1992 stieß B-276 in der Barentssee mit dem amerikanischen U-Boot Baton Rouge zusammen. Die Kollision deformierte den Turm schwer und das U-Boot musste in den Stützpunkt zurückkehren. Vom 28. März bis zum 29. Juni fand die Reparatur in der Schiffswerft Nerpa statt. Am 6. April 1993 erhielt das Schiff den Namen Krab. Am 15. November 1996 wurde das Boot in Kostroma umbenannt. Im Jahr 2000 wurde das Schiff zur Hauptinstandsetzung in der Werft Nerpa aufgelegt. Nach einer umfassenden Modernisierung sollte die B-276 Kostroma 2005 wieder in den Bestand der aktiven Flotte eingegliedert werden. Nachdem sich die Instandsetzung verzögerte, wurden im Jahr 2020 die Modernisierungsarbeiten eingestellt und das Boot zur die Reserveflotte versetzt. Seit 2022 liegt es am Pier in der Ara-Guba-Bucht.

## Projekt 945AKondor

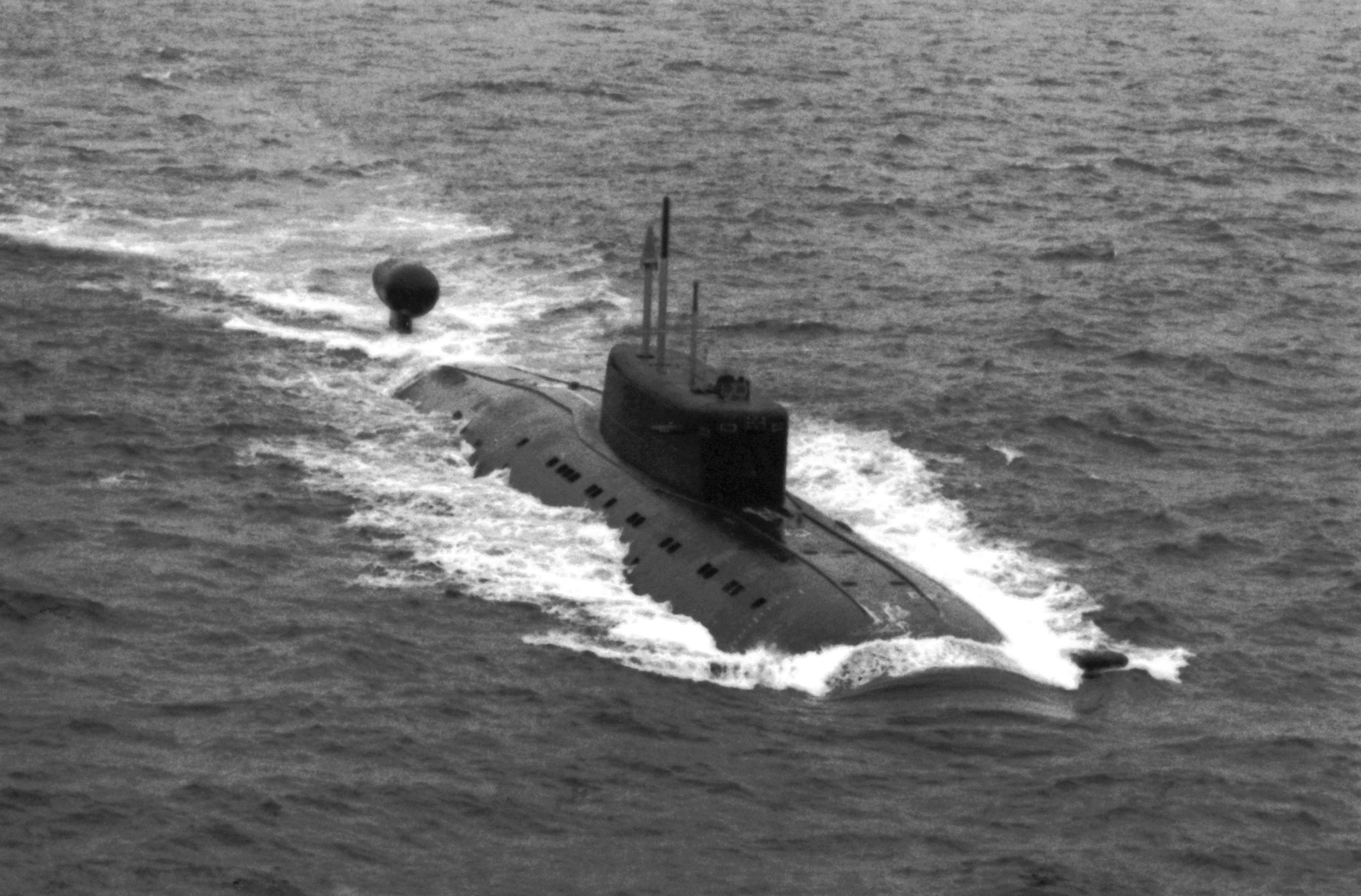
Ein Projekt-945A-Boot an der Oberfläche, 1994

Lasurit begann gleich nach ersten Tests mit Modifikationen der Klasse. Das Ergebnis war das Projekt 945A (NATO: „Sierra II“). Obwohl sich die Seekriegsflotte nach Vergleichstests und nicht zuletzt wegen günstigerer Fertigungsbedingungen für das Projekt 971 (NATO: „Akula“) entschieden hatte und das Projekt 685 als Erprobungsträger wegen unmöglich zu tragenden Kosten aus dem Programm genommen war, bekam Lasurit erneut einen Zuschlag für zwei Einheiten, da man sich im Grunde dennoch nicht einig war, für welche Klasse man sich entscheiden sollte, obwohl das Projekt 971 mittlerweile die Serienproduktion erreicht hatte. Lasurits Vorteil war, dass man Malachits Projekt 971 um zwei Jahre voraus war.
Die Modifikationen sahen einen längeren Turm sowie die Aufnahme von Marschflugkörpern S-10 Granat (NATO: SS-N-21 „Sampson“) vor. Der Rumpf wurde um etwa drei Meter verlängert. Durch den Einbau des größeren Sonars vom Typ MGK-501 Skat mussten im Bug die vier 650-mm-Torpedorohre entfernt und durch solche mit 533 mm Durchmesser ersetzt werden.

### Einheiten

#### B-534
Das erste Boot des neuen Projektes 945A wurde am 3. März 1983 als B-534 in die Flottenliste aufgenommen und am 15. Februar 1986 bei Krasnoje Sormowo auf Kiel gelegt. Am 8. Juli 1989 fand der Stapellauf statt und am 26. Dezember 1990 konnte das Boot der Nordflotte übergeben werden. Wie ihre Vorgängerschiffe bekam auch B-534 am 6. April 1993 einen Namen und wurde auf den Namen Subatka getauft. Am 25. März wurde das Boot in Nischnij Nowgorod umbenannt, weil die gleichnamige Stadt die Patenschaft für das Boot übernahm. Ab 2002 wurde eine Hauptinstandsetzung vorgenommen und das Boot versieht seit 2008 weiterhin seinen Dienst.

#### B-336
Die zweite Einheit des Projektes 945A wurde am 29. Juli 1989 bei Krasnoje Sormowo auf Kiel gelegt, jedoch erst am 3. Juni 1992 in die Flottenliste aufgenommen. Der Stapellauf wurde am 28. Juni 1992 vollzogen und am 21. Januar wurde B-336 bei der Nordflotte in Dienst gestellt. Am 6. April 1993 bekam das Boot den Namen Okun, wurde jedoch am 3. April 1996 in Pskow (nach der Stadt Pskow) umbenannt. Im Jahr 2000 absolvierte B-336 Pskow einen erfolgreichen Langzeittörn im Nordatlantik und durchlief zwischen 2003 und 2007 die Hauptinstandsetzung. Nach einer weiteren Instandsetzung zwischen 2012 und 2016 versieht das Boot weiterhin seinen Dienst.

## Projekt 945AB
Das Projekt 945A hatte sich bei Gefechtspatrouillen gut bewährt und die Boote waren nie verfolgt worden. Lazurit legte eine weitere Modifikation auf, das Projekt 945AB Mars, welches schließlich in die Serienfertigung übernommen werden sollte. Die Modifikation sah einen abgeänderten Bug mit dem Sonar vom Typ Kizhuch sowie einer Marschflugkörperbewaffnung vom Typ S-10 Granat (NATO: SS-N-21 „Sampson“) vor. Der Kiel für das erste Boot, K-123, wurde im März 1990 bei Krasnoje Sormowo gelegt. Ein zweites Boot mit der Fabriknummer 3006 war zur Kiellegung vorgesehen. Kurz darauf wurden die Gelder für das Projekt gestrichen, da das Projekt 971U inzwischen in Serie gegangen war. Die zu rund 30 % fertiggestellte K-123 wurde bis zum November 1993 auf der der Slipanlage verschrottet.

## Technische Daten
- Entwickler: N. I. Kwascha (SKB-112 Lasurit)
- Werft: Krasnoje Sermowo, Sawod 112, Nischni Nowgorod (ehemals Gorki); Sewmasch-Werft, Sewerodwinsk
- maximale ununterbrochene Betriebsdauer: 4.500 Stunden
- Vorräte an Bord für: 50 Tage
- Antrieb: 1 OK-650-190-MWt-Druckwasserreaktor, Dampfturbinen mit 47.000–50.000 PS, ein siebenflügeliger Propeller
- Hüllenmaterial: Titan-Legierung
- Besatzung: 59–61 (31 Offiziere / 28–30 Matrosen)
- Bewaffnung:
  - RPK-6/-7 Wodopad/Weter SS-N-16 „Stallion“-Anti-U-Boot-Lenkwaffen
  - S-10 Granat SS-N-21-„Sampson“-Marschflugkörper (Sierra II)
  - 1 × Startvorrichtung für 9K310F Igla-1F- oder 9K38 Igla-M-Flugabwehrraketen
  - Torpedos:
    - 4 × 533-mm-Bugtorpedorohre (zwei innerhalb und zwei außerhalb des Druckkörpers)
    - bestückt mit WA-111-Schkwal-Superkavitationstorpedos; SET-72-, TEST-71M-, USET-80-Torpedos
    - 4 × 650-mm-Bugtorpedorohre (alle im Druckkörper)
    - bestückt mit Typ-65-76-Torpedos oder
    - 42 Seeminen
- Systeme:
  - „Chiblis“-Oberflächenradar
  - „Medwjedista-945“-Navigationssystem
  - „Molnija-M“-Satellitenkommunikation
  - „Tsunami“-, „Kiparis“-, „Anis“-, „Sintes“- und „Kora“-Funkantennen
  - „MGK-80“-Unterwasserkommunikationsgerät
  - „Parawan“, gezogene VLF-Antenne
  - „Wsplezk“-Gefechtsstand
  - „MGK-503“-Sonar
  - „Akula“-Seitenliniensonar
  - „Pelamida“-Schleppsonar
  - „MG-70“-Minenortungssonar
  - „Buchta“-EloKa
  - 2 × „MG-74-Korund“-Täuschkörper
  - „MT-70“-Sonarempfänger
  - „Nichrom-M“-Freund-Feind-Erkennungssystem

## Fiktion
In dem fiktiven Roman Gefährlicher Einsatz – Barracuda 945 des Autors Patrick Robinson spielen beide U-Boote der 945-Klasse eine tragende Rolle beim Versuch des Irans, der beide U-Boote mit Hilfe von China in Russland erworben hat, eine neue Ölpipeline an der Westküste der USA zu zerstören.

## Anhang und Quellen